# Нюнесхамн
Нюнесхамн (швед. Nynäshamn) — портовой город в Швеции, расположенный в Стокгольмском лене на южной оконечности полуострова Сёдертёрн. Является административным центром Нюнесхамнской коммуны.
Население — 13 510 человек (2010). Имеет паромное сообщение с Готландом, Готска-Сандён, польским Гданьском и латвийским Вентспилсом. В экономической жизни города значительную роль играют телекоммуникационная и нефтехимическая промышленность.

## История
Нюнесхамн возник как дачное местечко на перекрёстке морских путей. В 1901 году его со Стокгольмом связала железная дорога, и к 1911 году его население возросло до 1700 жителей. В 1928 году здесь начал работу нефтеперегонный завод. Нюнесхамн быстро рос и к 1946 году, когда он получил статус города, в нём уже проживало 6800 человек, две трети которых было занято в нефтеперерабатывающей промышленности.

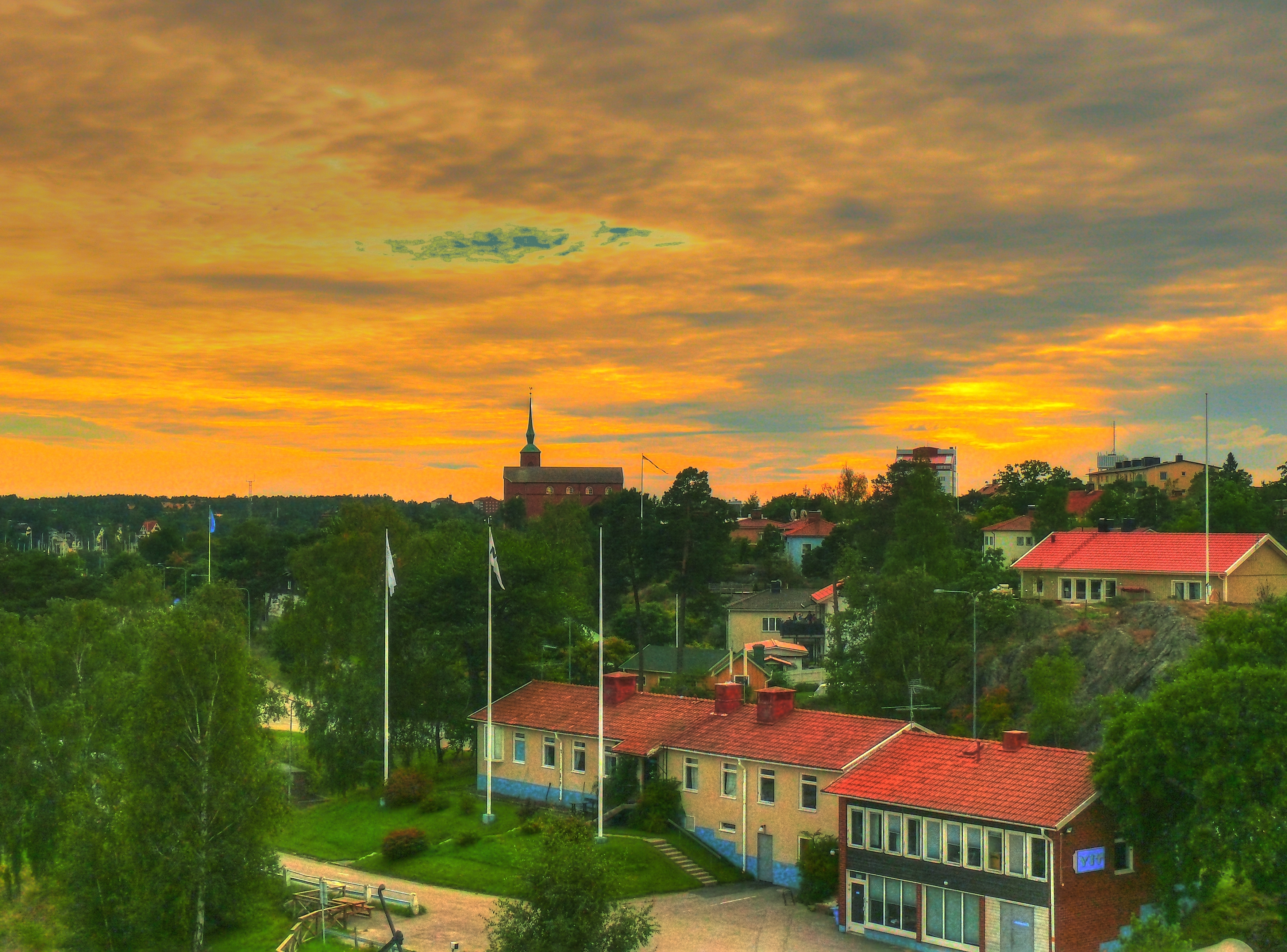
Вид на Нюнесхамн
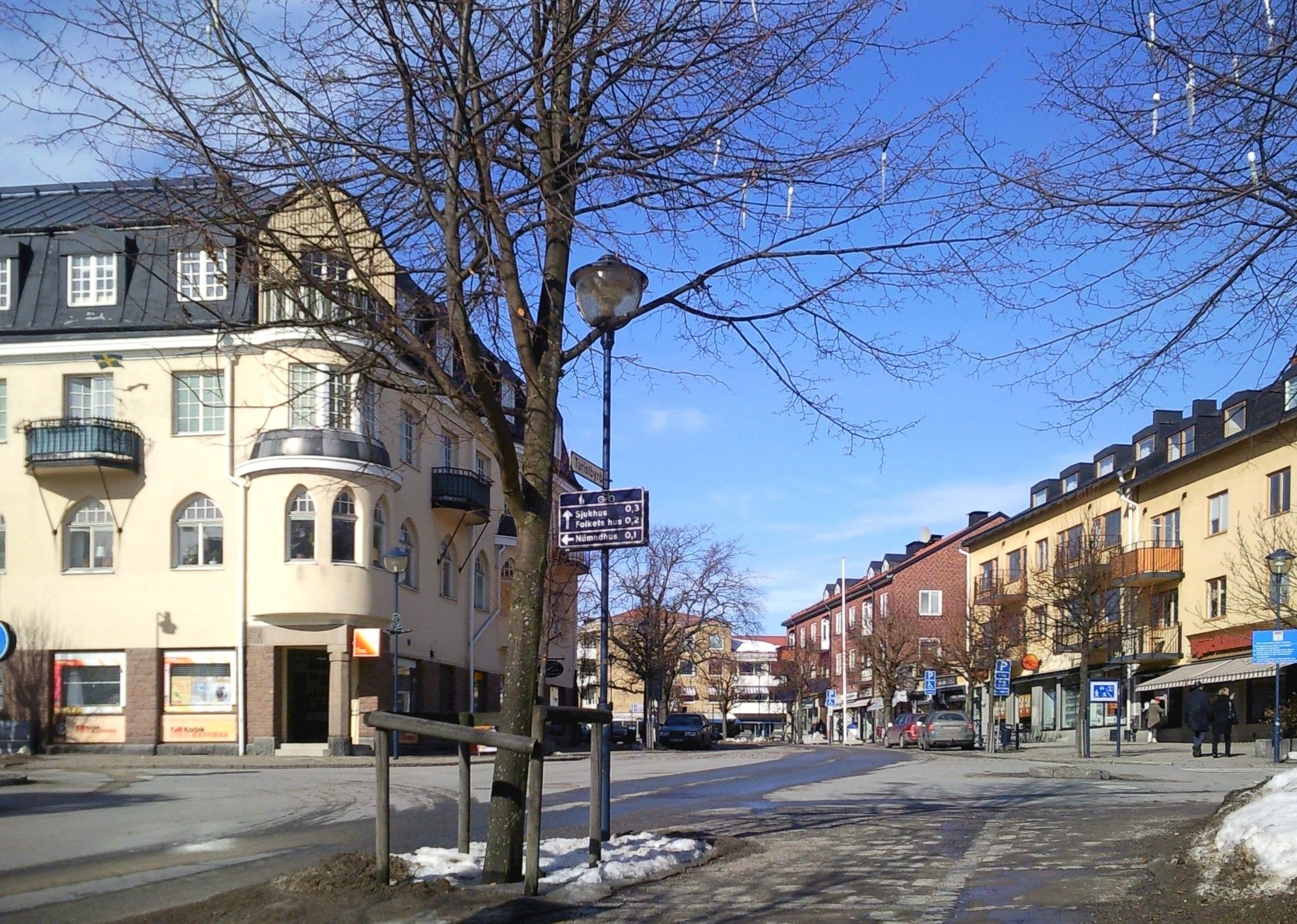
В районе порта
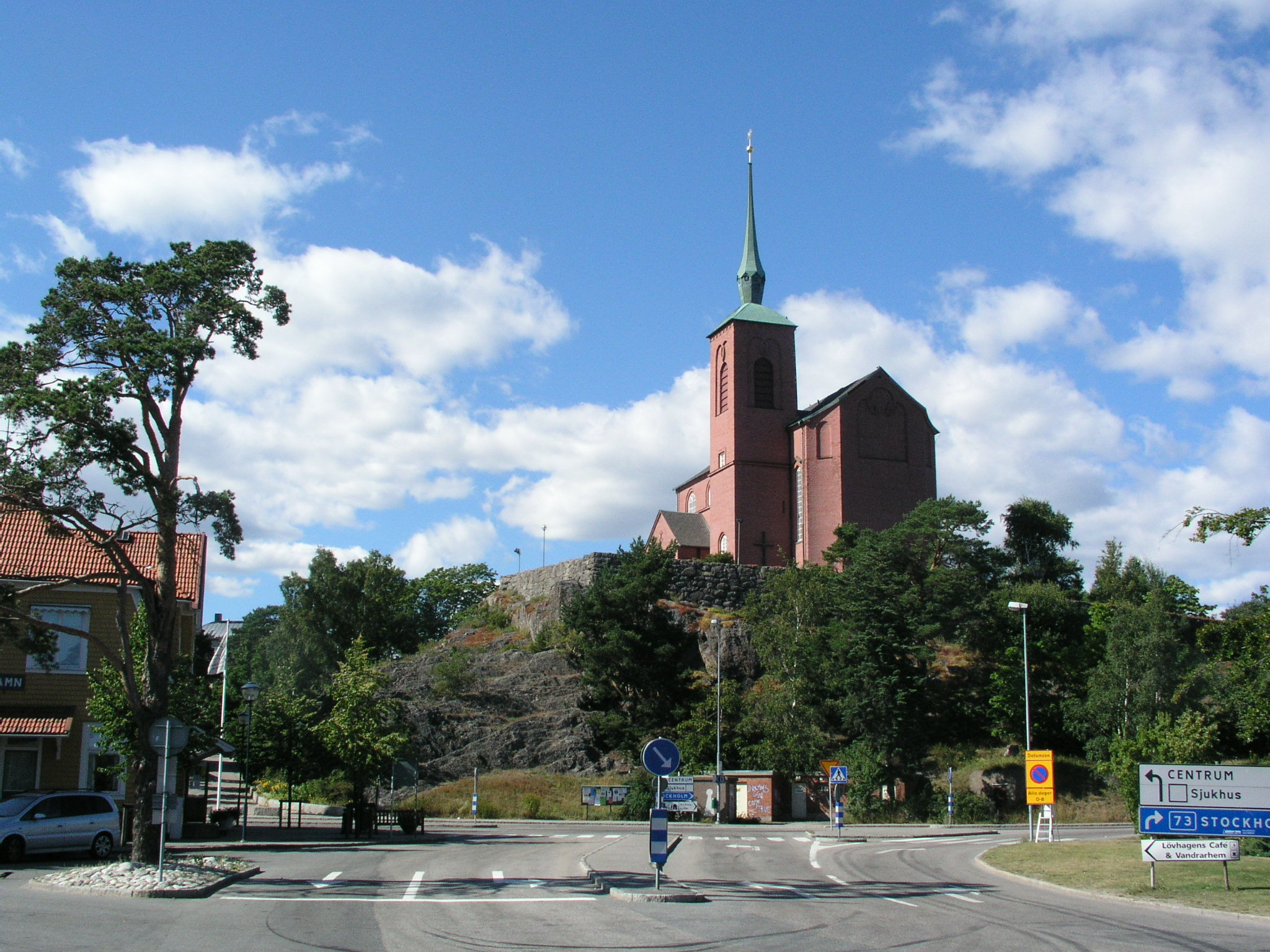
Нюнесхамнская церковь